# Herbertijnen
De  Herbertijnen of Huis van Vermandois was een Franse adellijke familie waarvan vele leden Herbert heetten. Het is een jongere tak van de Karolingen, die afstamt van Bernard van Italië. De familie vestigde zich in Vermandois.

## Genealogie
```
Karel de Grote
, koning der 
Franken
 en keizer van het Westen
X 
Hildegard

│

Pepijn van Italië
 (777 † 810),  koning van 
Italië
 (781-810) 
& Chrothais
│
├─> 
Bernard van Italië
 (797 † 818),  koning van 
Italië
 (813-817)
│   X Cunegonde
│   │
│   └─> 
Peppijn II
,  graaf ten noorden van de 
Seine

│       │
│       ├─>
Bernard van Laon

│       │
│       ├─>
 Peppijn III
, graaf ten noorden van 
Parijs
 tussen 877 en 893
│       │   ?
│       │   ├─> 
Bernard van Beauvais
 (885 † na 949), graaf van 
Beauvais

│       │   │
│       │   └─> N
│       │       │
│       │       └─> Theodorik,  graaf
│       │
│       ├─> 
Herbert I
 (.850 † 900/907),  graaf van 
Vermandois

│       │   │
│       │   ├─> 
Herbert II
 (880 † 943), graaf van  
Vermandois
 en 
Meaux
 
│       │   │   X Adelheid van Frankrijk
│       │   │   │
│       │   │   ├─> 
Odo
, graaf van  
Amiens

│       │   │   │
│       │   │   ├─> Adelheid († 960)
│       │   │   │   X 934 
Arnulf I van Vlaanderen
 (890 † 964)
│       │   │   │
│       │   │   ├─> 
Hugo
 (920 † 962),  graaf en aartsbisschop van 
Reims

│       │   │   │
│       │   │   ├─> Litgardis
│       │   │   │   X 1) 937 
Willem I van Normandië
 († 942), 
hertog van  Normandië

│       │   │   │   X 2) 943 à 
Theobald I ‘’de Bedrieger’’
 († 975), graaf van 
Blois

│       │   │   │
│       │   │   ├─> Herbert II (927 † 982), graaf van Omois
│       │   │   │   X Edwige van Wessex
│       │   │   │
│       │   │   ├─> 
Robert I
 (932 -),  graaf van  
Troyes

│       │   │   │   X Adelheid Werra
│       │   │   │   │
│       │   │   │   ├─> 
Herbert IV  
de Jonge’’
 (950 † 995),  graaf van  Troyes en Meaux
│       │   │   │   │   │
│       │   │   │   │   └─> 
Steven
 (995 † 1021),  graaf van Troyes en  Meaux
│       │   │   │   │
│       │   │   │   ├─> Adelheid  (v.950 † 974))
│       │   │   │   │   X 965 
Godfried I 
Grauwmantel
 († 987), graaf van 
Anjou

│       │   │   │   │
│       │   │   │   └─> dochter  X 970 
Karel
,  graaf van  
Neder-Lotharingen
.
│       │   │   │
│       │   │   └─> 
Albert I
 (934 † 987), graaf van 
Vermandois
 
│       │   │       X 
Gerberga  van Lotharingen

│       │   │       │
│       │   │       ├─> 
Herbert III
 (942 † 993/1002), graaf van 
Vermandois

│       │   │       │   │
│       │   │       │   ├─> 
Albert II
 (977 † 1015), graaf van  
Vermandois

│       │   │       │   │
│       │   │       │   └─> 
Otto
 (979 † 1043),  graaf van  
Vermandois

│       │   │       │       │
│       │   │       │       ├─> 
Herbert IV
 (1028 † 1080), graaf van Vermandois en 
 Valois

│       │   │       │       │   X Adelheid van  Valois
│       │   │       │       │   │
│       │   │       │       │   ├─> Odo, 
de Krankzinnige’’  († na 1085)

│       │   │       │       │   │
│       │   │       │       │   └─> Adelheid (1062 † 1122)
│       │   │       │       │       X 1080 
Hugo I 
de Grote
 (1057 † 1102),  graaf van  
Vermandois
 en 
Valois

│       │   │       │       │
│       │   │       │       ├─> Simon
│       │   │       │       │
│       │   │       │       └─> Peter
│       │   │       │
│       │   │       ├─> 
Otto I
, heer van  Warcq,  graaf van 
Chiny

│       │   │       │
│       │   │       └─> Liudolf  (.957 †.986), bisschop van  
Noyon

│       │   │
│       │   ├─> Beatrix
│       │   │   X 
Robert I
,  koning van Frankrijk  († 923)
│       │   │
│       │   └─> Cunegonde
│       │       X 915 Odo I, graaf van  Wetterau
│       │
│       ├─> Cunegonde
│       │
│       └─> een dochter (Adelheid ?), gehuwd met :
│           1) 
Berengarius
, markies van  
Neustrië

│           2) Gwijde, graaf van  Senlis
│
├─> Adelheid
│
├─> Adula
│
├─> Gondradis
│
├─> Bertha
│
└─> Theodrada.
```